# 恰普利納河
恰普利納河（烏克蘭語：Чаплина），是烏克蘭的河流，位於該國中部，屬於薩馬拉河的左支流，流經第聶伯羅彼得羅夫斯克州，河道全長40公里，流域面積399平方公里。